# 駒沢
駒沢（こまざわ）は、東京都世田谷区の町名。現行行政地名は駒沢一丁目から駒沢五丁目。住居表示実施済区域。世田谷地域と玉川地域に属する。

## 地理
東急田園都市線の駒沢大学駅がある（所在地は上馬）。駒澤大学と駒沢オリンピック公園で有名。深沢・弦巻・上馬・新町、目黒区東が丘と隣接する。
目黒区内に位置していても、住所が駒沢でなくとも駒沢大学駅などの周辺地域が「駒沢」と呼ばれることがある。

## 歴史

### 地名の由来
この地名は1889年（明治22年）に町村制施行に伴い荏原郡上馬引沢村、下馬引沢村、野沢村、弦巻村、世田ヶ谷新町、深沢村の6村が合併した際に馬（＝駒）と野沢・深沢の沢を合わせて名付けられた合成地名である。

### 沿革
- 1889年（明治22年）に町村制施行に伴い荏原郡上馬引沢村、下馬引沢村、野沢村、弦巻村、世田ヶ谷新町、深沢村の6村が合併し、駒沢村となった。
- 1925年（大正14年）10月、駒沢村が町制を施行し、駒沢町となった。
- 1932年（昭和7年）東京市世田谷区成立時に「駒沢」という町名はいったん消え、旧村名の上馬町・下馬町・野沢町・三軒茶屋町・深沢町・新町・弦巻町が新区の町名となった。
- 1967年（昭和42年）、住居表示の実施に伴う町区域の変更を行い、旧上馬町1～3丁目および弦巻町1丁目の各一部から2～3丁目、旧新町1丁目から3～4丁目、旧深沢町1～2丁目の一部から1・5丁目を統合し町名として復活した。

## 世帯数と人口
2025年（令和7年）1月1日現在（世田谷区発表）の世帯数と人口は以下の通りである。
| 丁目       | 世帯数    | 人口     |
| ---------- | --------- | -------- |
| 駒沢一丁目 | 1,503世帯 | 2,928人  |
| 駒沢二丁目 | 2,971世帯 | 4,894人  |
| 駒沢三丁目 | 1,825世帯 | 3,099人  |
| 駒沢四丁目 | 1,982世帯 | 3,566人  |
| 駒沢五丁目 | 1,204世帯 | 2,339人  |
| 計         | 9,485世帯 | 16,826人 |

### 人口の変遷
国勢調査による人口の推移。
| 年                 | 人口   |
| ------------------ | ------ |
| 1995年（平成7年）  | 14,580 |
| 2000年（平成12年） | 16,237 |
| 2005年（平成17年） | 16,414 |
| 2010年（平成22年） | 16,626 |
| 2015年（平成27年） | 16,983 |
| 2020年（令和2年）  | 17,427 |

### 世帯数の変遷
国勢調査による世帯数の推移。
| 年                 | 世帯数 |
| ------------------ | ------ |
| 1995年（平成7年）  | 6,943  |
| 2000年（平成12年） | 8,167  |
| 2005年（平成17年） | 8,656  |
| 2010年（平成22年） | 8,740  |
| 2015年（平成27年） | 9,035  |
| 2020年（令和2年）  | 9,488  |

## 学区
区立小・中学校に通う場合、学区は以下の通りとなる（2024年8月時点）。
| 丁目       | 番地             | 小学校                 | 中学校                 |
| ---------- | ---------------- | ---------------------- | ---------------------- |
| 駒沢一丁目 | 20～24番         | 世田谷区立深沢小学校   | 世田谷区立深沢中学校   |
| 駒沢一丁目 | 1〜19番          | 世田谷区立駒沢小学校   | 世田谷区立駒沢中学校   |
| 駒沢二丁目 | 1～39番 43～60番 | 世田谷区立駒沢小学校   | 世田谷区立駒沢中学校   |
| 駒沢二丁目 | 40〜42番 61番    | 世田谷区立弦巻小学校   | 世田谷区立駒沢中学校   |
| 駒沢三丁目 | 1～15番          | 世田谷区立駒沢小学校   | 世田谷区立駒沢中学校   |
| 駒沢三丁目 | 16〜28番         | 世田谷区立深沢小学校   | 世田谷区立深沢中学校   |
| 駒沢四丁目 | 全域             | 世田谷区立深沢小学校   | 世田谷区立深沢中学校   |
| 駒沢五丁目 | 2～6番 18～27番  | 世田谷区立深沢小学校   | 世田谷区立深沢中学校   |
| 駒沢五丁目 | 1番 7〜17番      | 世田谷区立東深沢小学校 | 世田谷区立東深沢中学校 |

## 事業所
2021年（令和3年）現在の経済センサス調査による事業所数と従業員数は以下の通りである。
| 丁目       | 事業所数  | 従業員数 |
| ---------- | --------- | -------- |
| 駒沢一丁目 | 147事業所 | 2,845人  |
| 駒沢二丁目 | 207事業所 | 1,911人  |
| 駒沢三丁目 | 101事業所 | 773人    |
| 駒沢四丁目 | 92事業所  | 549人    |
| 駒沢五丁目 | 97事業所  | 852人    |
| 計         | 644事業所 | 6,930人  |

### 事業者数の変遷
経済センサスによる事業所数の推移。
| 年                 | 事業者数 |
| ------------------ | -------- |
| 2016年（平成28年） | 630      |
| 2021年（令和3年）  | 644      |

### 従業員数の変遷
経済センサスによる従業員数の推移。
| 年                 | 従業員数 |
| ------------------ | -------- |
| 2016年（平成28年） | 6,326    |
| 2021年（令和3年）  | 6,930    |

## 施設
- 駒沢オリンピック公園
- 駒澤大学
- 東京都水道局駒沢給水所 - 世田谷区弦巻2丁目所在。大正13年の完成時は東京府荏原郡駒沢町。

## ゆかりのある人物
- 長田博孝（三菱銀行取締役） - 住所は駒沢2丁目。

## その他

### 日本郵便
- 郵便番号 : 154-0012[2]（集配局 : 世田谷郵便局[13]）。